# تاریخ اپل
شرکت اَپِل (به انگلیسی: .Apple Inc) یک شرکت چند ملیتی آمریکایی است که در زمینهٔ طراحی و ساخت لوازم الکترونیکی مصرفی و نرم‌افزار کامپیوتر فعالیت می‌کند. این شرکت ابتدا با نام شرکت کامپیوتری اپل (.Apple Computer Inc) در شهر کوپرتینو در ایالت کالیفورنیا، واقع در دره سیلیکون کشور آمریکا تأسیس شد.
این شرکت در دهه‌ٔ هفتاد میلادی با معرفی ریزرایانه‌های اپل ۱، اپل ۲، اپل ۳ و پس از آن مکینتاش به بازار به آغاز و گسترش نوعی رایانه شخصی کمک فراوانی نمود. خطوط تولید هسته‌ای اپل، شامل آی فون، دستگاه پخش موسیقی آی پاد، کامپیوترهای مکینتاش و مک بوک‌های اپ است. کمپانی اپل در یکم آوریل ۱۹۷۶ با دوستی استیو وازنیک ۲۶ ساله مهندس کامپیوتر و استیو جابز ۲۱ ساله راه اندازی شد.
اپل در سال ۲۰۱۱، با درآمد سالانه بیش از ۶۰ میلیارد دلار به عنوان بزرگترین شرکت فناوری و با رسیدن به ارزش ۶۲۱ میلیارد دلار با ارزش‌ترین شرکت در طول تاریخ در جهان شناخته شد.